# Васіліс Логофетидіс
Васіліс Логофетидіс (1898, Мюрефте, поблизу Стамбула — 20 лютого 1960, Афіни) — грецький комедійний актор.

## Біографія
Через рік після закінчення середньої школи в 1916 році, він почав брати участь як актор в аматорській місцевій виставі. У 1918 році він переїжджає в Афіни, де через рік приєднується до театру Маріки Котопулі, з яким він залишався до 1946 року із невеликими перервами в 1935 році. З 1947 року він грав зі своєї власною трупою, у її складі в період 1952—1960 років працювала актриса Смаро Стефаніду.
Завдяки своїй вельми успішній кар'єрі Васіліс Логофетидіс виступав у більш ніж 110 грецьких комедіях і 200 міжнародних виставах.

## Основні ролі
- Κακός δρόμος (1933)
- Μαντάμ Σουσού (1948)
- Οι Γερμανοί ξανάρχονται (1948)
- Ένα βότσαλο στη λίμνη (1952)
- Σάντα Τσικίτα (1953)
- Δεσποινίς ετών 39 (1954)
- Ούτε γάτα ούτε ζημιά (1955)
- Η κάλπικη λίρα (1955)
- Ο ζηλιαρόγατος (1956)
- Δελησταύρου και υιός (1957)
- Κάτω από τους ουρανοξύστες (1958)
- Ένας ήρως με παντούφλες (1958)